# Carlos Marcovich
Carlos Marcovich (Buenos Aires, Argentina, 20 de marzo de 1963) es un director de cine, editor, director de fotografía y productor nacido en Argentina que ha realizado su carrera profesional en México, país donde reside desde el 1° de abril de 1976 y donde se naturalizó. Destaca sobre todo por su película-documental ¿Quien diablos es Juliette?, de 1997.

## Carrera profesional
Realizó sus estudios profesionales en el Centro Universitario de Estudios Cinematográficos en la Universidad Nacional Autónoma de México, entre 1982 y 1987. En 1984, organizó una banda de música con su hermano Alejandro Marcovich, con  Saúl Hernández y con Alfonso André para actuar en una fiesta de recaudación de fondos, y de ahí nació el grupo Insólitas Imágenes de Aurora, antecesora de  Caifanes.[cita requerida]
Debutó como director de fotografía en el filme El camino largo a Tijuana (1988), dirigido por Luis Estrada, al que siguió Intimidad (1989). Entre otras películas, fue director de fotografía en Ciudad de ciegos (1991), dirigida por Alberto Cortés; Desiertos mares (1992), dirigida por José Luis García Agraz; Dos crímenes (1993), de Roberto Sneider; El callejón de los milagros, (1994) de Jorge Fons y Salón México (1995), de José Luis García Agraz, entre otras. Su ópera prima ¿Quién diablos es Juliette? (1997) fue ganadora de 17 premios internacionales y mexicanos, entre ellos: Mejor Película Latina en Sundance ’98 y Arieles a Opera Prima y Edición’ 98. Ha sido director de 17 videoclips, entre los cuales destacan Aquí no es así, de Caifanes; Una ilusión, de Kabah; Mientes tan bien, de Sin Bandera, y Tonto corazón, de Benny Ibarra. Este último lo inspiró para realizar la película ¿Quién diablos es Juliette?
En el 2003 trabajó junto a Rodrigo Prieto en la fotografía del Comandante, película documental del director norteamericano Oliver Stone en la que se sintetizan 30 horas de entrevistas al presidente cubano Fidel Castro. Esta película fue continuada por Looking for Fidel (2004).
En 2006 se estrena el documental Cuatro labios, dirigido y editado por s Marcovich.
En el 2008 acompañó al grupo Timbiriche en toda su gira realizando el documental La Misma Piedra.

## ¿Quién diablos es Juliette?
Filmada en La Habana, Nueva York, Los Ángeles, Morelia y Ciudad de México, narra la historia real de Yuliet (adolescente cubana) y Fabiola (modelo mexicana) y es considerado uno de los documentales que marcaron la década de 1990 en el cine mexicano.
Sobre este filme se opinó:

”Marcovich rompió los moldes y trabajó en una idea suya, logró una historia que cautiva …se burló de sí mismo ("los directores sólo toman café y escogen una modelo para acostarse con ella") y de su trabajo (Salma !!! y Benny aparecen como elementos de burla y de autenticidad de la historia) y hasta se dio el lujo de resolver el enigma de Juliette y Fabiola... al menos hasta el capítulo en que las abandonamos y salimos de la sala con la ilusión de conocerlas...En cuanto a otros puntos meramente cinematográficos, la edición es maravillosa (la cinta requiere una sincronía impecable, y la tiene) y este es un aspecto a mencionar ya que todo se forma a partir de secuencias muy cortas que deben ir relacionadas. En lo visual es obvia la experiencia fotográfica del director: hay escenas grandiosas, como la toma aérea de Xochimilco, el malecón cubano con los niños jugando en el agua en cámara lenta o la secuencia leit motiv de los arcos en la búsqueda de Juliette... En definitiva, una gran, gran cinta...”...”

En 2015 comenzó a dirigir su primer largometraje de ficción titulado El hotel, protagonizado por Fernanda Romero y Leonardo García.

## Filmografía

### Director de fotografía
- Mi amigo Hugo (Documental) (2014)
- La otra familia, (2010)
- Comandante, (2008)
- South of the border, (2003)
- Salón México, (1995)
- El callejón de los milagros, (1995)
- Sucesos distantes , (2003)
- Dos crímenes, (1994)
- Desiertos mares(1993)
- Extraños caminos (1993)
- Ciudad de ciegos (1991)
- Intimidad (1989)
- Camino largo a Tijuana (1988)

### Videoclips
- Guerras perdidas, Bacilos (2005)
- No me voy, OV7 (2003)
- Mientes tan bien, Sin Bandera (2003)
- Cielo, Benny Ibarra (2002)
- Quién cuidará de mi, Myriam Hernández (2000)
- Una ilusión, Kabah (1999)
- Cada mañana, Benny Ibarra (1996)
- Te daría mi vida, Paulina Rubio (1995)
- La malquerida, Ángela Carrasco (1995)
- Amandote, Lorenzo Antonio (1995)
- Afuera, Caifanes (1994)
- Aquí no es así, Caifanes (1994)
- Esta aventura, Emanuel (1994)
- Tonto corazón, Benny Ibarra (1993)
- En mis sueños, André Regil (1993)
- Me rompiste el amor, André Regil (1993)
- Sacude tu corazón, Cecilia Toussaint (1993)

### Películas
Director, guionista, director de fotografía, productor y editor
- La misma piedra (2008)
- Cuatro labios, (2005)
- ¿Quién diablos es Juliette? (1997)

Director y guionista
- El Hotel  (2016)

## Premios
¿Quién diablos es Juliette?
- 1998 Ganador del Premio Ariel a la mejor edición.
- 1998 Ganador del Premio Ariel a la Mejor Opera Prima
- 1998 Candidato al Premio Ariel a la Mejor Fotografía.
- 1998 Candidato al Premio Ariel al Mejor argumento original escrito para cine.
- 1998	Ganador del Premio Especial del Jurado en el Festival  Internacional de Cine de Cartagena
- 1998 Candidato al Premio India Catalina de Oro a la mejor película del Festival de Cartagena.
- 1998 Ganador del Premio Ecuménico del Jurado del Festival Internacional de Cine de Friburgo
- 1998 Ganador del Grand Prix del Festival de Friburgo, compartido con Pizza, birra, faso
- 1998 Ganador del Premio de la Crítica en el Festival Internacional de Cine de Guadalajara.
- 1998 Ganador del Premio FIPRESCI en el Festival Internacional de Cine de La Habana.
- 1998 Ganador del Gran Premio en el Festival Ourense de Cine Independiente
- 1998 Candidato al Premio Tigre del Festival Internaciona de Cine de Róterdam
- 1998 Ganador del Premio a la Mejor Película de América Latina en el Festival de Cine de Sundance.
- 1998 Ganador de la Mención Especial en el Festival Internacional de Cine Latinoamericano de Toulouse.

Salón México
- 1996 Candidato al Premio Ariel a la Mejor Fotografía.

Sucesos distantes (1996).
- 1996 Candidato al Premio Ariel a la Mejor Fotografía

Dos crímenes (1995).
- 1995 Candidato al Premio Ariel a la Mejor Fotografía

El callejón de los milagros
- 1995 Candidato al Premio Ariel a la Mejor Fotografía

Desiertos mares.
- 1994 Candidato al Premio Ariel a la Mejor Fotografía.[5]